# 崇浦县
崇浦县（1931年12月—1932年4月）是中华苏维埃共和国赣东北省的一个县。
1931年1月，崇安县析出岚谷乡齐白一带与浦城县部分毗邻地区合并成立崇浦县，辖齐白区、广浦区、崇浦区、浦西区、高阳区。1932年4月，废县。